# Achshalter
Ein Achshalter ist ein Maschinenelement zur Sicherung von Bolzenverbindungen gegen unbeabsichtigtes Lösen des Bolzens. 
Der Achshalter besteht aus einem mit zwei Befestigungsschrauben verschraubten rechteckigen Blechstreifen, der in eine in den Bolzen umlaufend (radial) eingestochene Nut eingreift. Wenn der Bolzen auch gegen Verdrehen gesichert werden soll, so wird in ihn eine tangentiale Nut gefräst. 
Achshalter werden in der Regel an Bolzenverbindungen mit einem Durchmesser von mehr als 18 mm eingesetzt. Sie sind in sechs Stufen bis zu einem Bolzendurchmesser von 250 mm in der DIN 15058 genormt.
An Bolzenverbindungen mit geringerem Durchmesser werden üblicherweise Sicherungsringe eingesetzt.